# Битва при Абідосі
Битва при Абідосі була перемогою афінського флоту в Пелопоннеській війні. У битві спартанський флот під проводом Міндара намагався врятувати невеликий союзний флот, який був вибитий на берег біля Дардана, але був атакований афінським
флотом під проводом Трасібула. Довгий час боротьба була рівною, але ближче до вечора прибуття Алківіада з афінським підкріпленням схилило терези на користь афінян, і пелопоннесці були змушені тікати назад на свою базу в Абідосі, зазнавши великих втрат на шляху.

## Прелюдія
Після перемоги афінян під Кіносемою афінський флот створив базу в Сестосі, звідки він міг швидко реагувати на будь-які рухи спартанського флоту в Абідосі. Міндар, спартанський наварх, викликав родоського полководця Дорія з його 14 кораблями приєднатися до нього в Абідосі, сподіваючись завершити війну вирішальною перемогою. Дорій, відповідно, відплив на північ від Родосу до Геллеспонту. Однак, не досягнувши Абідоса, він був помічений афінськими спостерігачами та вигнаний на берег. Ксенофонт повідомляє, що він потрапив у пастку в Ретеумі, тоді як Діодор Сицилійський повідомляє про місцезнаходження як у Дардані; Дональд Каган припускає, що Дорієя було викинуто на берег у Ретеумі, потім він зумів просунутися трохи далі до Абідосу, перш ніж вдруге потрапити в пастку в Дардані.
Дізнавшись про тяжке становище Дорієса, Міндар поспішив із Трої, де він приносив жертви Афіні, до Абідосу, а Фарнабаз підняв свою армію, щоб підтримати Дорієя з землі. Міндар вивів свої кораблі з Абідосу, щоб врятувати Дорія; афіняни, помітивши це, вирушили з Сестоса, щоб кинути йому виклик.

## Битва
Міндар, об'єднавши сили з Дорієм, мав під своїм командуванням 97 кораблів; Афінський флот містив 74 кораблі. Спартанці вишикувалися для бою з азійським берегом Геллеспонту за спиною, Міндар командував праворуч, а сіракузький флот тримав ліву сторону; афіняни вишикувалися навпроти них, причому Трасібул командував праворуч, а Трасилл — ліворуч. Бій почався сигналом командування, який передали флоту сурмачі. Зав’язався рівний бій, коли пілоти намагалися протаранити та вивести з ладу ворожі трієри, тоді як морські піхотинці на палубах вступали в бій із протилежними номерами кожного разу, коли ті підходили до протилежного корабля. Протягом дня жодна зі сторін не змогла здобути вирішальної переваги, поки з Самосу не з’явився Алківіад із 18 трієрами. Спочатку обидва флоти вважали, що підкріплення може бути їхнім, але коли Алківіад наблизився, він підняв червоний прапор, заздалегідь обумовлений сигнал, який повідомив афінянам, що кораблі належать їм. Зрозумівши це, спартанський флот втік до Абідосу, але по дорозі зазнав великих втрат, оскільки афіняни атакували розбиті кораблі. Загалом афіняни захопили 30 спартанських кораблів і повернули 15 власних кораблів, які спартанці взяли в битві при Кіноссемі.

## Наслідки
Після цієї серйозної поразки Міндар і спартанський флот повернулися в Абідос, щоб відремонтуватись та відбудуватись; Міндар послав до Спарти за підкріпленням і разом з Фарнабазом планував майбутні походи. Тим часом афіняни не змогли використати здобуту перевагу. Через низьку скарбницю та кризу, що тривала на Евбеї, де було повстання, афіняни не змогли утримати весь свій флот у Геллеспонті, і натомість відправили 30 кораблів під командуванням Терамена, щоб атакувати повстанців на Евбеї. Хоча він не зміг перешкодити повстанцям побудувати дамбу до Беотії, йому все ж вдалося зібрати значну суму грошей, пограбувавши ворожу територію на Евбеї, Беотії та в Егейському морі.
Незабаром після битви з Іонії прибув сатрап Тіссаферн . Алківіад, який деякий час служив помічником Тіссаферна і бажав продемонструвати свій вплив на сатрапа, поплив йому назустріч, привізши подарунки. Однак виявилося, що Алківіад неправильно оцінив ситуацію. Спартанці поскаржилися перському цареві на слабку підтримку, яку вони отримали від Тіссаферна, і сатрап, який бажав продемонструвати свою відданість протистоянню, заарештував Алківіада та ув'язнив його в Сардах. Алківіад утік протягом місяця, але його претензії на вплив на Тіссаферна були знищені.